# Jaroslav Jurka
Jaroslav Jurka (ur. 8 lipca 1949 w Ołomuńcu) – czeski szermierz reprezentujący Czechosłowację, srebrny medalista mistrzostw świata.
Podczas mistrzostw świata w Barcelonie w 1985 roku zdobył srebrny medal w szpadzie indywidualnej. W zawodach tych rozdzielił Francuzów: Philippe’a Boisse’a i Philippe’a Ribouda. Był to jedyny medal wywalczony przez Jurkę w zawodach tego cyklu.
Wystartował na igrzyskach olimpijskich w Montrealu w 1976 roku, gdzie we florecie indywidualnym odpadł w drugiej rundzie, a w szpadzie indywidualnej dotarł do pierwszej rundy eliminacyjnej. Na rozgrywanych cztery lata później igrzyskach olimpijskich w Moskwie był szósty w szpadzie drużynowej, a indywidualnie zajął siódme miejsce. Startował także we florecie indywidualnym, w którym odpadł w pierwszej rundzie eliminacyjnej.
Jego wnuk, Jakub Jurka, także został szermierzem.